# Ad occhi bendati
Ad occhi bendati (Bekötött szemmel) è un film del 1975 diretto da András Kovács.

## Trama
Il corpo di un condannato a morte, assistito da un cappellano, sparisce durante dei bombardamenti. I soldati gridano al miracolo.

## Produzione
Il film fu prodotto dalla Budapest Filmstúdió e dalla Mafilm.

## Distribuzione
Venne distribuito in Ungheria il 9 gennaio 1975. In Italia, dove uscì nel 1976, il film venne distribuito dall'Italnoleggio con il visto 69078 rilasciato il 1º ottobre 1976. Nella Germania Est, prese il titolo Verbundene Augen mentre nella Germania Ovest fu ribattezzato Den Tod vor Augen.